# Cartero (novela)
Cartero (Post Office en inglés) es una novela escrita por Charles Bukowski. Se la considera novela autobiográfica sobre una etapa de su vida.
Cartero es la primera novela escrita por Bukowski en la que aparece su alter ego Henry Chinaski. La novela cubre su vida desde cerca de 1952 hasta su renuncia al Servicio Postal de los Estados Unidos tres años más tarde, y desde su regreso en 1958 hasta su renuncia final en 1969; etapas en la que Bukowski/Chinanski trabajó como cartero. Después de renunciar, se mantenía apostando en carreras de caballos, pero finalmente vuelve al servicio postal para trabajar de distribuidor.
Según Born Into This, un documental sobre la vida de Bukowski, entre otras fuentes, John Martin ofreció a éste cien dólares mensuales de por vida para que dejara el trabajo y escribiera a tiempo completo. Él aceptó, y Cartero, su primera novela, fue escrita en un mes.